# Enterprise value
Enterprise Value (EV), Total Enterprise Value (TEV)  ou  Valor da Empresa  é a medida, dada pelo mercado, do valor de uma empresa, considerando-se o agregado de todas as suas fontes de financiamento: credores, accionistas preferenciais, accionistas minoritários, empresas subsidiárias  e acionistas ordinários. Uma vez que o EV é neutro em termos de estrutura de capital, ele é útil para comparar empresas com estruturas de capital diversas.

## Calculo do EV
Enterprise value = 
ações ordinárias ao valor de mercado (ou capitalização bolsista)
+ dívida remunerada, ao valor de mercado
+  interesses minoritários, a preços  de mercado, se houver
- empresas subsidiárias, a preços  de mercado, se houver
+ ações preferenciais, a  preços  de mercado
- caixa e equivalentes
- activos extra-operacionais, a preços de mercado
- provisão de incobráveis
- amortização
O valor da conta de caixa é subtraído, pois o que é considerado é a dívida líquida remunerada (sendo que o valor da conta de Caixa é abatido directamente da dívida remunerada para obter esta). Os activos extra-operacionais são excluídos pois a sua venda não alteraria as características operacionais da empresa, ainda que diminuísse a dívida.

## Múltiplos que usam o EV
O EBITDA ou "EBIDÁ" é uma medida do fluxo de caixa operacional que será distribuído por todos os que possuem um interesse na empresa (accionistas, credores, estado, etc). É uma medida porém, que não considera ainda os efeitos do investimento em capex (capital expenditure), necessários para manter ou incrementar a actividade da empresa.
O EV/EBITDA é uma medida muito usada para determinar quantos anos seriam necessários para pagar o investimento no EV da empresa, se todo o fluxo de caixa operacional estivesse disponível para pagar esse investimento. Uma medida equivalente existe para os credores (Dívida remunerada / EBITDA ou EBITDA/Juros da dívida remunerada) que indicam a capacidade de endividamento da empresa. 
EBITDA/EV é usado para medir a taxa de retorno em dinheiro vivo de um investimento. Uma medida ainda mais fiável seria o FCF / EV (fluxo de caixa livre). Uma aproximação ao FCF pode ser conseguida com EBITDA-Capex+Amortização.

## Utilização
Os investidores do mercado de capitais usam o EV/EBITDA para comparar os níveis de valorização de empresas tanto no mesmo sector, como em sectores diferentes.
Os compradores de empresas usam muitas vezes o múltiplo EV/EBITDA ou múltiplos derivados como o EV/FCF para determinar quanto pagar por uma empresa. É usual que estes compradores depois alterem a estrutura de capital da empresa carregando-a com dívida num chamado "leveraged buyout" (LBO).
Se uma empresa aguentar um nível de dívida superior ao que tem presentemente de Capitalização Bolsista e continuar a ser uma entidade economicamente viável, isso significa que é possível comprar essa empresa com um investimento de zero (já que todo o dinheiro despendido para tomar controlo da capitalização bolsista pode posteriormente ser substituído por dívida).